# Apocalypsis velox
Genre
Espèce
Apocalypsis velox est une espèce de lépidoptères (papillons) de la famille des Sphingidae, de la sous-famille des Sphinginae et de la tribu des Sphingini.
Elle est l'unique espèce du genre monotypique Apocalypsis.

## Systématique
Le genre Apocalypsis et l’espèce Apocalypsis velox ont été décrits par l'entomologiste britannique Arthur Gardiner Butler, en 1876.
Le genre a un homonyme junior, Apocalypsis Bochkov, 2010 (Acariformes:Myocoptidae), qui a été renommé en Apocalyptoides Bochkov, 2016.

## Description
L'envergure est d'environ 136 mm. Le motif de la face dorsale de l'aile supérieure est similaire à celle de Euryglottis aper. La femelle est plus grande que le mâle.

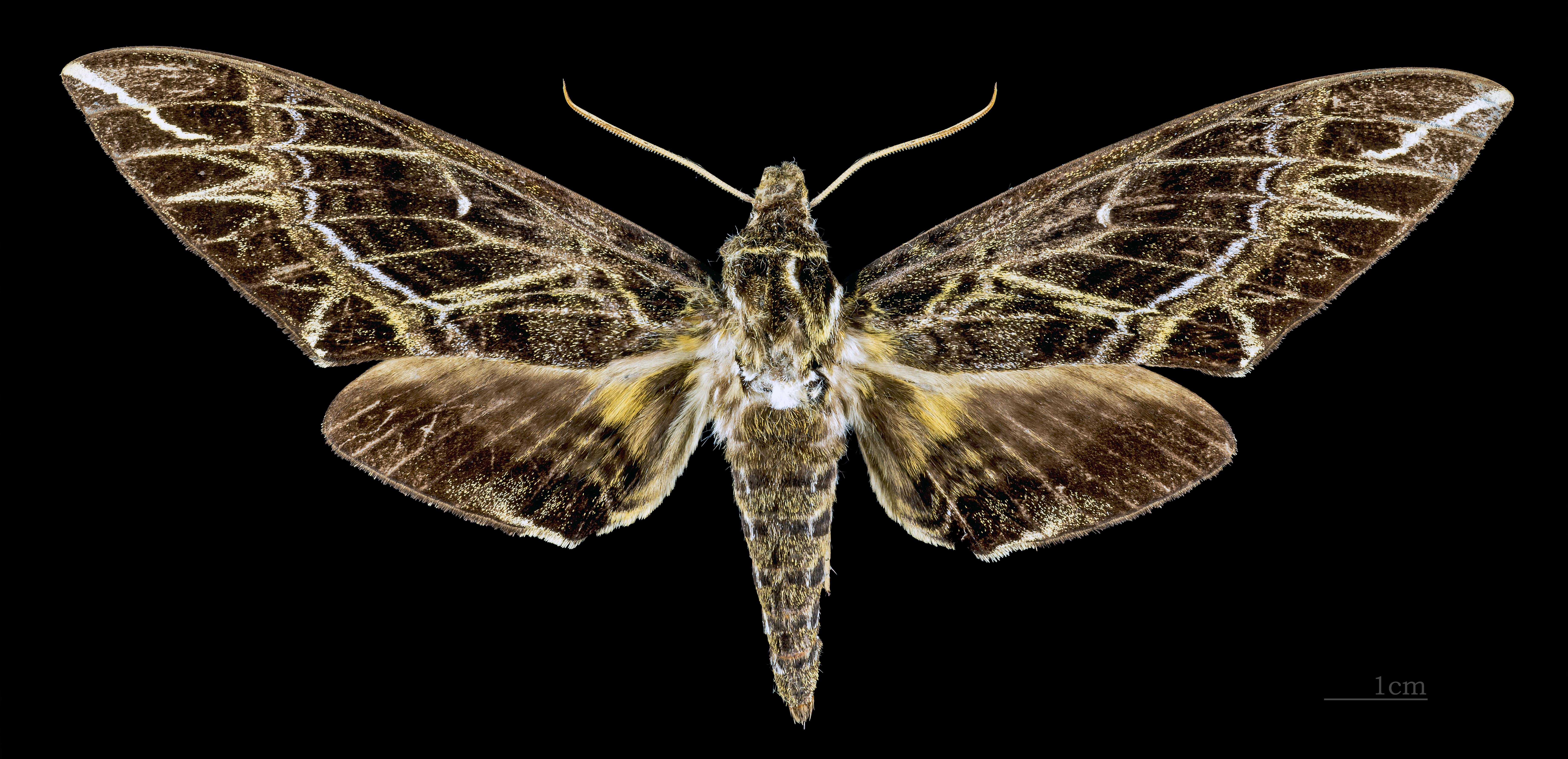
Face dorsale de la femelle MHNT
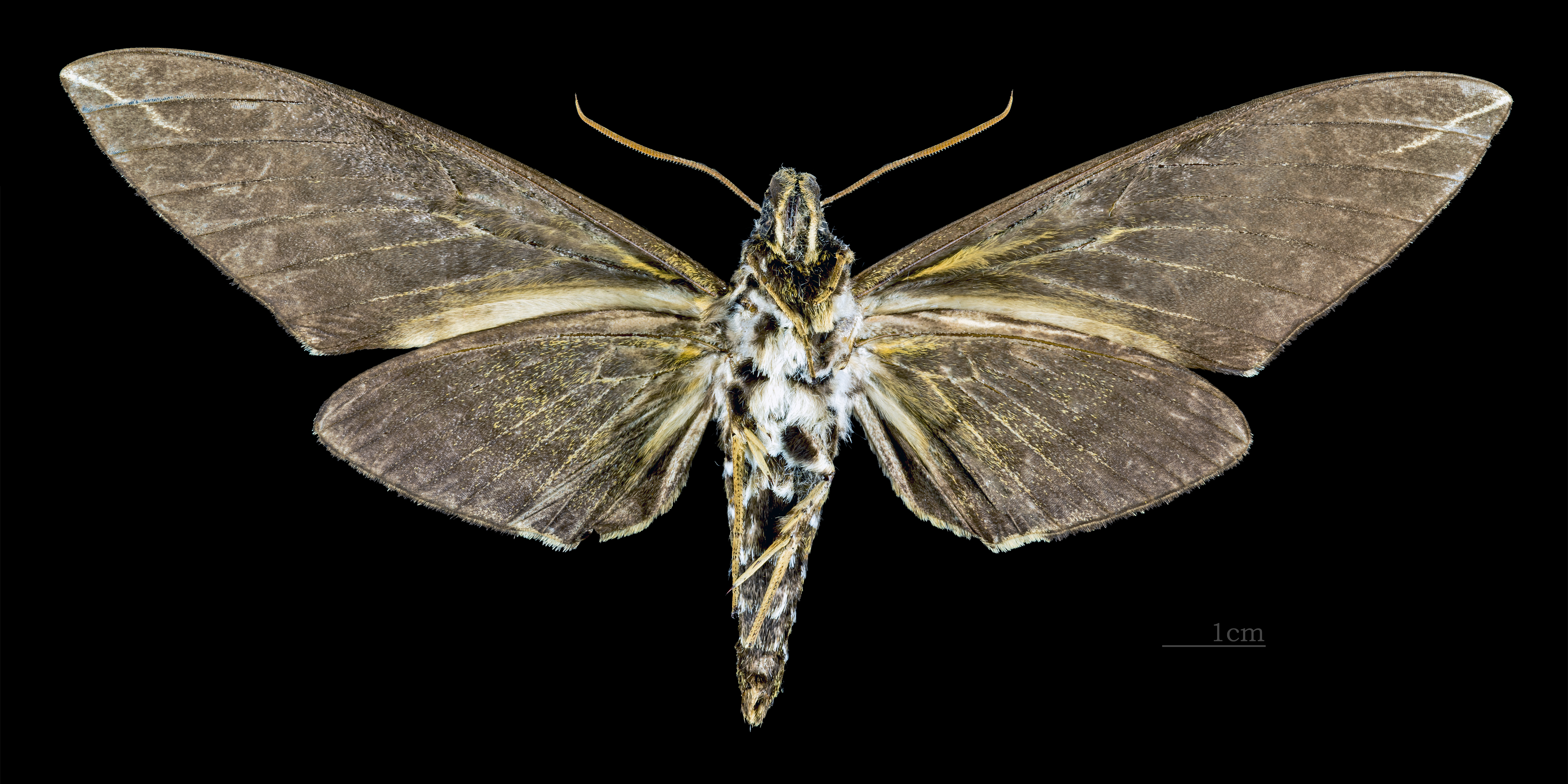
Revers de la femelle MHNT

## Répartition
Elle se trouve du nord-est de l'Inde, au sud-ouest de la Chine et vers le nord du Vietnam.

## Biologie
Les chenilles se développent sur Callicarpa arborea en Inde.